# (69988) 1998 WA31
(69988) 1998 WA31 ali  (69988) 1998 WA31 je resonančni čezneptunski asteroid, ki je v resonanci 2 : 5 z Neptunom. Nahaja se v razpršenem disku.

## Odkritje
Odkrila ga je Marc W. Buie na nacionalnem observatoriju Kitt Peak 18. novembra 1998. Asteroid še nima uradnega imena.

## Lastnosti
Asteroid (69988) 1998 WA31 ima v premeru okoli 139 km, njegova tirnica pa je nagnjena proti ekliptiki 9,5 °.  